# Svart kirurgfisk
Svart kirurgfisk (Ctenochaetus striatus) är en saltvattenlevande art av fisk som först beskrevs 1825 av Jean René Constant Quoy och Joseph Paul Gaimard. Den ingår i familjen kirurgfiskar (Acanthuridae). Internationella naturvårdsunionen (IUCN) kategoriserar arten globalt som livskraftig. Inga underarter finns listade i Catalogue of Life. Det förekommer uppgifter om att människor drabbats av matförgiftningen ciguatera efter att ha intagit svart kirurgfisk som föda.